# Прахняни
Прахняни, още Праняни или Прахна (на гръцки: Άσπρο, Аспро, катаревуса: Ἄσπρον, Аспрон, до 1926 година Πράχνα, Прахна), е село в Егейска Македония, Гърция, част от дем Въртокоп (Скидра), в административна област Централна Македония.

## География
Прахняни е разположено на 18 km югоизточно от град Воден (Едеса) и на 7 km югоизточно от демовия център Въртокоп (Скидра).

## История

### В Османската империя
В XIX век Прахняни е малко българско село във Воденска каза на Османската империя. Според статистиката на Васил Кънчов („Македония. Етнография и статистика“) в 1900 година Праняни има 230 жители българи и 60 цигани.
Всичките жители на Прахняни са под върховенството на Цариградската патриаршия - по данни на секретаря на Българската екзархия Димитър Мишев („La Macédoine et sa Population Chrétienne“) в 1905 година в Пранани (Pranani) има 320 българи патриаршисти гъркомани и в селото работи гръцко училище.

### В Гърция
През Балканската война в селото влизат гръцки войски и след Междусъюзическата Прахняни остава в Гърция. 
Боривое Милоевич пише в 1921 година („Южна Македония“), че Прахнане има 26 къщи славяни християни и 3 къщи цигани мохамедани и 1 къща цигани християни.
В 1924 година в селото са заселени 124 гърци бежанци от Източна Тракия. В 1926 година селото е прекръстено на Аспро. В 1928 година Прахняни е представено като смесено местно-бежанско село с 31 бежански семейства и 115 души бежанци. В 1940 година от 497 жители 285 са местни и 212 са бежанци.
Тъй като землището на селото с напоява добре, селото е богато. Произвеждат се овошки, градинарски култури, пшеница, детелина, памук и други. Частично е развито и краварството.
| Година    | 1913 | 1920 | 1928 | 1940 | 1951 | 1961 | 1971 | 1981 | 1991 | 2001 | 2011 | 2021 |
| --------- | ---- | ---- | ---- | ---- | ---- | ---- | ---- | ---- | ---- | ---- | ---- | ---- |
| Население | 123  | 197  | 360  | 497  | 630  | 722  | 746  | 814  | 851  | 794  | 808  | 656  |

## Личности
Починали в Праняни
- Тодор Чочков (1883 - 1907), воденски войвода на ВМОРО